# 蒲城鹊居
蒲城鹊居，中国春秋時期晋国人物。郤氏，号蒲城鹊居。他的事迹不详，根据《世本》记载，他是步扬之子，郤犨的弟弟，儿子是郤至。郤犨、郤至和郤錡在晋景公、晋厉公时代号称三郤，权势极大，最终导致了郤氏的灭亡。